# طریق هستی
طریق هستی (لهستانی: Sposób bycia) یک فیلم روان‌شناختی لهستانی به کارگردانی یان ریبکوفسکی است که در سال ۱۹۶۵ ساخته و در ژانویهٔ ۱۹۶۶ منتشر شد.

## گزیدهٔ بازیگران
- آندژی واپیتسکی
- لوتسینا وینیتسکا
- لئون نیمچیک
- برونیسواف پاولیک
- اِوا کشیژفسکا
- زبیگنیف زاپاشیه‌ویچ
- باربارا راخوالسکا
- باربارا وژشینسکا
- تادئوش پلوچینسکی
- وویچیخ شمیون
- یژی اسکولیموفسکی